# Il plagio
Il plagio (titolo originale The Paper Dragon) è un romanzo thriller legale di Ed McBain pubblicato con il nome di Evan Hunter nel 1966. Il romanzo è uscito in Italia nel 1968 edito da Longanesi con la traduzione di Irene Brin.

## Trama
Arthur Nelson Constantini è uno scrittore e sceneggiatore e ha citato in giudizio per violazione del copyright un altro autore di nome James Driscoll. Constantini ritiene che Driscoll abbia deliberatamente copiato un suo lavoro teatrale dal titolo Catchpole dato in scena parecchi anni prima. Catchpole non aveva avuto nessun successo, mentre Driscoll ha scritto un libro dal titolo The Paper Dragon che invece ha venduto migliaia di copie e dal quale è stato pure tratto un film di cassetta.
In sostanza Constantini accusa Driscoll di avergli rubato l'idea del dramma e di aver plagiato personaggi e situazioni da lui creati inserendoli nel suo romanzo.

## Commento
McBain scandisce la sua storia in sei giorni, dal lunedì al venerdì. Fa analizzare dagli scrittori e dai diversi avvocati le due opere, intrecciando nel racconto simbolicamente anche le loro vite private. Un ottimo esercizio di analisi testuale e di riflessione sul concetto di plagio.
Il romanzo si conclude con la sentenza emessa dal giudice.
"Catchpole" è un bastone con una estremità particolare sagomata per catturare gli animali pericolosi, come i cani selvatici, mentre "paper dragon" è una espressione che in italiano verrebbe tradotta con "La tigre di carta", per indicare una situazione pericolosa solo in apparenza. 

## Edizioni
- Evan Hunter, Il plagio, traduzione di Irene Brin, Longanesi, 1966,  p. 635.